# Карасенко Михайло Миколайович
Михайло Миколайович Карасенко (26 травня 1905, село Балаклія, тепер Миргородського району Полтавської області — ?) — український радянський діяч, секретар Кіровоградського обласного комітету КП(б)У, керуючий республіканського тресту «Укрсадвинтрест» Міністерства сільського господарства Української РСР.

## Біографія
Член ВКП(б) з 1928 року.
З липня 1941 по березень 1946 року — в Червоній армії, учасник німецько-радянської війни. У 1941 році служив партійним організатором (військовим комісаром) 323-го стрілецького полку 21-й стрілецької дивізії РСЧА та військовим комісаром 125-го артилерійського полку 81-ї стрілецької дивізії РСЧА. У жовтні 1941 року був важко поранений, лікувався у військовому евакуаційному госпіталі № 1582, після одужання продовжив військову службу в Степному військовому окрузі. З березня 1942 року — відповідальний секретар партійної комісії політичного відділу тилових частин і закладів 39-ї армії. З липня 1944 по 1945 рік — інспектор організаційно-інструкторського відділення політичного відділу 4-ї Ударної армії 1-го Прибалтійського фронту.
До червня 1952 року — в апараті ЦК КП(б)У.
У червні — вересні 1952 року — секретар Кіровоградського обласного комітету КП(б)У.
У вересні 1952 — квітні 1953 року — заступник міністра харчової промисловості Української РСР.
З квітня 1953 по червень 1956 року — керуючий «Укрсадвинтрест» Міністерства легкої і харчової промисловості Української РСР.
У червні 1956 — 1957 року — заступник міністра промисловості продовольчих товарів Української РСР.
На 1957—1958 роки — керуючий республіканського тресту «Укрсадвинтрест» Міністерства сільського господарства Української РСР.
Подальша доля невідома. На 1985 рік — персональний пенсіонер.

## Звання
- батальйонний комісар
- майор

## Нагороди
- орден Червоного Прапора (21.05.1945)
- орден Вітчизняної війни І ст. (6.11.1985)
- орден Вітчизняної війни ІІ ст. (13.02.1945)
- орден Червоної Зірки (16.11.1943)
- орден «Знак Пошани» (26.02.1958)
- медаль «За перемогу над Німеччиною у Великій Вітчизняній війні 1941—1945 рр.» (1945)
- медалі